# Up Nately
Up Nately est un village anglais situé dans le Hampshire.